# Coenonympha lefebvrei
Coenonympha lefebvrei är en fjärilsart som beskrevs av Emile Enrico Ragusa 1908. Coenonympha lefebvrei ingår i släktet Coenonympha och familjen praktfjärilar. Inga underarter finns listade i Catalogue of Life.